# Triantáfyllos Patraskídis
Triantáfyllos Patraskídis (grec moderne : Τριαντάφυλλος Πατρασκίδης ; Dráma, 1946 -) est un peintre grec et ancien recteur de l'École des beaux-arts d'Athènes.

## Biographie
Triantáfyllos Patraskídis naît à Dráma, en Grèce, en 1946. Il suit des études de peinture et de mosaïque à l'École des beaux-arts d'Athènes (1964-1969) grâce à une bourse de Fondation hellénique de bourses d'études de l'Etat, avec pour professeurs Níkos Nikoláou, Giánnis Móralis et Élli Voḯla-Láskari. Il poursuit ses études de peinture, de mosaïque et de lithographie au sein de l'École nationale des Beaux-Arts de Paris (1972-1979) avec Gustave Singier, Riccardo Licata et Hubert Haddad en tant que professeurs de peinture, de lithographie et de mosaïque. Il rentre en Grèce en 1979.
Il présente sa première exposition individuelle en 1981 et participe en 1983 à la 17e Biennale de São Paulo. Depuis lors, il organise de nombreuses expositions individuelles en Grèce et participe à plusieurs expositions collectives en Grèce et à l'étranger. Outre la peinture, il travaille également la sculpture, la mosaïque et l'expression sonore. En 1982, il commence à enseigner en tant que conservateur au laboratoire préliminaire de l'École des beaux-arts d'Athènes. En 1984, il est élu professeur titulaire de cette dernière. Par la suite, il occupe le poste de recteur (2006-2010),.
La peinture de Patraskídis appartient au genre expressionniste et est considéré comme anthropocentrique. Ses œuvres sont marquées par la présence de grandes figures dessinées avec des contours grossiers, de sorte qu'elles se détachent de l'espace. Il s'agit souvent de nus féminins. Nombre de ses œuvres sont présentées sous la forme d'installations et sont accompagnées de pièces sonores et vocales qu'il compose et interprète lui-même,.
Il vit à Athènes et est marié à la peintre Mágda Leventákou, avec qui il a deux filles,.